# HD 217107 c
HD 217107 c (بالإنجليزية: HD 217107 c)‏ الذي يرمز له بالرمز HD 217107c، هو كوكب خارج المجموعة الشمسية، في كوكبة الحوت، يتبع HD 217107 ‏.

## الاكتشاف
اكتشف في 24 يونيو 2005، وكانت طريقة الاكتشاف Doppler spectroscopy.